# 2617 Jiangxi
2617 Jiangxi eller 1975 WO1 är en asteroid i huvudbältet som upptäcktes den 26 november 1975 av Purple Mountain-observatoriet i Nanjing, Kina. Den är uppkallad efter den kinesiska provinsen Jiangxi.
Asteroiden har en diameter på ungefär 49 kilometer.